# プラネットハンターズ
プラネットハンターズとは、人間がNASAのケプラー宇宙望遠鏡とTESSのデータを分析して太陽系外惑星を発見する市民科学プロジェクトである。
イェール大学のデブラ・フィッシャーらによって立ち上げられた。
ズーニバースの一部である。

## 歴史

### プラネットハンターズ及びプラネットハンターズ2.0
このプロジェクトは、プラネットハンターズとしてケプラーの観測データが最初に公表された後、2010年12月16日に開始された。300,000人のボランティアがプロジェクトに参加し、プロジェクトチームは8つの科学論文を発表した。2014年12月14日、プロジェクトはプラネットハンターズ2.0として再始動し、ウェブサイトがリニューアルされ、ボランティアがK2の観測データを分析することを検討した。2018年11月の時点で、プラネットハンターズは公転周期が2年を超える既知の惑星の50%を確認した。

### 別の惑星探索プロジェクト「Exoplanet Data Explorer」
2017年にExoplanet Data Explorerが開始された。これはズーニバースの別の惑星探索プロジェクトで、K2-138系と太陽系外惑星K2-288Bbを発見した。このプロジェクトはテレビ番組Stargazing Liveの期間中に開始され、K2-138系の発見は番組の放送中に発表された。

### プラネットハンターズ:TESS
2018年12月6日、プラネットハンターズ:TESSプロジェクトが開始された。TESSの観測データを分析しており、2020年2月現在進行中である。このプロジェクトは、土星サイズの太陽系外惑星TOI-813 bを発見した。

## 惑星探索
プラネットハンターズは、人間はコンピュータよりも視覚パターンの認識に優れているという事実を利用している。ウェブサイトでは、NASAのケプラーミッションによって観測されたデータの画像を表示し、市民科学者と呼ばれる人間がデータを見て、恒星の光度が時間と共にどのように変化しているか確認するよう求める。この光度データはグラフとして表され、恒星の光度曲線と呼ばれる。このような曲線は、地球から見たときに惑星が恒星の前を通過するときに恒星が減光する。この減光を利用して太陽系外惑星を発見する。従って、恒星が減光している期間は惑星が通過している状況であるが、誤検出が起きることもある。

## 特別な事象

### 連星の食
このプロジェクトでは、まれに、連星の食が観測される。
基本的に、これらは互いに公転する恒星である。惑星が恒星を減光させることができるように、別の恒星もそうすることが可能である。
光度曲線には顕著に違いが表れる。トランジットが大きく、またトランジットが小さく見える。

### 複数の惑星を持つ惑星系
2020年9月20日の時点で、合計711個の複数の惑星を持つ惑星系、または少なくとも2つの確認された惑星を含む恒星が存在する。これらの惑星系には、様々な通過パターンがある。惑星のサイズが異なるため、光度曲線は様々に変化する。

### 恒星フレア
恒星の表面で爆発が起きると、恒星フレアが観測される。これにより、急激に恒星が明るくなる。。

## 発見
これまでに、約1200万件を超える観測が分析されている。これらのうち、2012年7月の時点で34個の候補惑星が発見された。
2012年10月、プラネットハンターズの2人のボランティアが4重連星系に海王星型惑星を発見したことが公表された。一方の恒星のペアは公転し、もう一方のペアは約1000天文単位離れて公転している。これは、このような複雑な恒星系で安定した軌道を持つことが確認された最初の惑星である。7200光年離れた位置に存在しており、惑星はPH1bと名称が付いた。これは、Planet Hunters 1 bの略である。
| circumbinary planet                 | 周連星惑星                                    |
| S-class planet in a multiple system | 連星のうちの1つの恒星の周囲を公転している惑星 |
| multiple planets                    | 惑星系を持つ主星                              |

黄色は、周連星惑星を示す。薄緑色は、複数の星系で1つの恒星の周囲を公転する惑星を示す。水色は、2つ以上の惑星からなる惑星系を持つ主星を示す。主星の値はSIMBADのデータを使用しており、それ以外は出典欄に示す。視等級はVの値を表す。
| 惑星                 | 質量 (MJ)    | 半径 (RJ) | 公転周期 (日)     | 軌道長半径 (au) | 離心率      | 軌道傾斜角 (°) | 恒星        | 星座         | 視等級 | 距離 (ly) | 分類  | 発見年 | 出典                        |
| -------------------- | ------------ | --------- | ----------------- | --------------- | ----------- | -------------- | ----------- | ------------ | ------ | --------- | ----- | ------ | --------------------------- |
| PH1b · (ケプラー64b) | <0.531       | 0.55      | 138.3             | 0.65            | 0.07        | 90.1           | ケプラー64  | はくちょう座 | 13.718 | 7200      | F/M   | 2012   | [ 19 ] [ 21 ]               |
| PH2b (ケプラー86b)   | <80.0        | 0.9       | 282.5255          | 0.828           | 0.12 - 0.49 | 89.8           | ケプラー86  | はくちょう座 | 12.699 | 1200      | ~G4   | 2013   | [ 22 ] [ 23 ] [ 24 ]        |
| PH3b (ケプラー289b)  | 0.002 - 0.04 | 0.19      | 34.545            | 0.2             |             | 89.6           | ケプラー289 | はくちょう座 | 14.144 | 2300      |       | 2014   | [ 23 ] [ 25 ] [ 26 ]        |
| PH3c (ケプラー289c)  | 0.4          | 1.03      | 125.85            | 0.5             |             | 89.8           | ケプラー289 | はくちょう座 | 14.144 | 2300      |       | 2014   | [ 25 ] [ 27 ]               |
| PH3d (ケプラー289d)  | 0.01         | 0.24      | 66.1              | 0.3             |             | 89.7           | ケプラー289 | はくちょう座 | 14.144 | 2300      |       | 2014   | [ 23 ] [ 28 ]               |
| WASP-47d             | 0.04         | 0.32      | 9.031             | 0.07 - 0.1      | <0.014      | 89.3           | WASP-47     | みずがめ座   | 11.9   | 870       | G9V   | 2015   | [ 29 ] [ 30 ] [ 31 ]        |
| WASP-47e             | 0.02         | 0.16      | 0.7896            | 0.02            | 0.01 - 0.07 | 86.0           | WASP-47     | みずがめ座   | 11.9   | 870       | G9V   | 2015   | [ 29 ] [ 30 ] [ 32 ]        |
| ケプラー455b         |              | 0.6       | 1311.1 - 1708.4   |                 |             | 90.0           | ケプラー455 | はくちょう座 | 14.355 | 4100      |       | 2015   | [ 23 ] [ 33 ] [ 34 ]        |
| ケプラー456b         |              | 0.2 - 2.9 | 1167.6 - 13,721.9 |                 |             | 89.8           | ケプラー456 | こと座       | 12.819 | 2500      | F5V   | 2015   | [ 23 ] [ 34 ] [ 35 ]        |
| ケプラー457b         |              | 0.2 - 0.6 | 31.81             |                 |             | 89.3           | ケプラー457 | こと座       | 14.331 | 3600      |       | 2015   | [ 23 ] [ 34 ] [ 36 ]        |
| ケプラー457c         |              | 0.1 - 0.4 | 74.1 - 114.1      |                 |             | 89.7           | ケプラー457 | こと座       | 14.331 | 3600      |       | 2015   | [ 37 ]                      |
| ケプラー458b         |              | 0.4       | 572.38            |                 |             | 89.8           | ケプラー458 | はくちょう座 | 14.083 | 5500      | F6IV  | 2015   | [ 23 ] [ 34 ] [ 38 ]        |
| ケプラー459b         |              | 0.5       | 854.08            |                 |             | 89.9           | ケプラー459 | こと座       | 15.487 | 5000      |       | 2015   | [ 23 ] [ 34 ] [ 39 ]        |
| ケプラー460b         |              | 0.6       | 440.78            |                 |             | 89.9           | ケプラー460 | こと座       | 13.827 | 4300      | F6IV  | 2015   | [ 23 ] [ 34 ] [ 40 ] [ 41 ] |
| TOI-813 b            |              | 0.60      | 83.89             | 0.42            |             | 89.6           | TOI-813     | かじき座     | 10.286 | 870       | G0 IV | 2019   | [ 8 ] [ 42 ]                |
| TOI-1338 b           | 0.104        | 0.611     | 95.174            | 0.4607          | 0.0880      | 89.37          | TOI-1338    | がか座       | 11.722 | 1300      | M+G   | 2020   | [ 43 ] [ 44 ] [ 45 ] [ 46 ] |

### 変光星の異常な恒星・惑星系
2013年9月、異常な激変星KIC 9406652を発見した。2014年4月、異常に活発なおおぐま座SU星型の新星GALEX J194419.33+491257.0が発見された。この激変星は、KIC 11412044の背景に存在する矮新星として発見された。
2016年1月、KIC 8462852の異常な減光が公表された。KIC 8462852の異常な光度曲線は、地球外生命体の文明のダイソン球が原因であるという推測がたてられた。
2016年6月に、32個の連星候補を発見した。また、太陽系外惑星候補も発表した。
2018年2月、ケプラーの観測データの5か月にわたる視覚的探索によって最初の太陽系外彗星が発見された。